# 非洲白鷺花
非洲白鷺花（學名：Hydnora africana）是一種寄生於大戟科根部的植物，並取其營養維生，分布於非洲南部。全株無葉綠素，長年只在泥中生長，只有散發含硫化物，氣味如糞的肉質花會在暴雨後露出地面，以吸引糞金龜和葬甲科甲蟲到花中。花內設有「陷阱」去暫時囚禁甲蟲，以增加為其傳播花粉的機會。果實長於土內，需要兩年成熟，果內藏約二萬籽，可食用，味道、口感如薯，亦可提煉成魚網的收斂劑。
其种加词“africana”意为“非洲的”。